# Astragalus campylosema
Astragalus campylosema är en ärtväxtart som beskrevs av Pierre Edmond Boissier. Astragalus campylosema ingår i släktet vedlar, och familjen ärtväxter.

## Underarter
Arten delas in i följande underarter:
- A. c. atropurpureus
- A. c. campylosema